# Kostel svaté Sofie (Ochrid)
Kostel svaté Sofie (makedonsky: Црква Света Софија) je kostel v Ochridu. Kostel je jednou z nejvýznamnějších památek Severní Makedonie. Současný kostel byl postaven na základech metropolitní katedrály, která byla zničena v prvním desetiletí 6. století při nájezdech barbarů, které do regionu přivedly první Slovany. Další kostel byl postaven v éře první bulharské říše, po oficiální konverzi ke křesťanství. Některé zdroje zasazují stavbu kostela do doby vlády Borise I. (852–889). Hlavní část kostela byla ale postavena v 11. století, zatímco vnější přístavby byly postaveny arcibiskupem Řehořem II. ve 14. století. V posledním desetiletí 10. století se kostel stal patriarchální katedrálou, a to poté, co se Ochrid stal bulharským hlavním městem během vlády cara Samuela I. Tehdy byl kostel sídlem bulharského autokefálního patriarchátu. Později se stal sídlem ochridského arcibiskupství. Na mešitu byl přeměněn během nadvlády Osmanské říše. V interiéru se dochovaly fresky z 11., 12. a 13. století, které představují některé z nejvýznamnějších úspěchů byzantského malířství té doby. V listopadu 2009 přijala makedonská pravoslavná církev nový znak, v němž je vyobrazen právě kostel svaté Sofie. Detail z kostela je vyobrazen i na zadní straně makedonské bankovky v hodnotě 1000 denárů.